# Natura 2000-område nr. 135 Tisvilde Hegn og Melby Overdrev
Natura 2000-område nr. 133 Gribskov, Esrum Sø og Snævret Skov ligger nordøst for Liseleje på Nordsjælland. Natura 2000-området omfatter Tisvilde Hegn, Tibirke Bakker, Asserbo Plantage, Liseleje Plantage samt Melby Overdrev. Området ligger direkte ud til Kattegat med en kyststrækning på 8 km mellem Liseleje og Tisvildeleje. Natura 2000-området består af habitatområderne nr. H117 og H190 og fuglebeskyttelsesområde nr. F108, har et areal på 2.045 hektar og det meste af området er statsejet. Området er en del af Nationalpark Kongernes Nordsjælland.

## Områdebeskrivelse
Store dele af området er dækket af flyvesand og tilplantet med plantager til dæmpning af
sandflugten. Skovfyr er et dominerende træ i plantagerne. Hvor bunden er fugtig og sandlaget tyndt, har birk, eg og bøg dog kunnet trives.
Tibirke Bakker og Melby Overdrev er to store lysåbne arealer på klitter af varierende alder. Melby Overdrev, der er et ca. 130 ha stort klitområde oven på tidligere havbund, blev gennem en lang årrække benyttet af forsvaret til skydeøvelser.
Natura 2000-området er udpeget for at beskytte en række arter og naturtyper. Af arter drejer det
sig om Stor kærguldsmed og Stor Vandsalamander. Af naturtyper drejer det sig primært om en række typer af kystklitter og skov. Endvidere forekommer blandt andet naturtypen kildevæld samt forskellige sønaturtyper.
Natura 2000-området består af Habitatområdeerne nr. H 119 og
ligger i Halsnæs- og Gribskov Kommuner i Vandområdedistrikt II Sjælland i vandplanoplandene 2.2 Isefjord og Roskilde Fjord og 2.3 Øresund 

## Fredninger
Området omfatter to naturfredninger, dels den 145 hekstar store Melby Overdrev der er det største hedeområde på Sjælland, og blev fredet i 1930. Endvidere blev 75 hektar omkring Tibirke Bakker og Ellemosen fredet i flere omgange , i 1949. 1957 og 1963.

## Eksterne kilder og henvisninger
1. ↑  "Vandplan 2.2 Isefjord og Roskilde Fjord" (PDF). Arkiveret fra originalen (PDF) 12. august 2018. Hentet 22. april 2019.
2. ↑  "Vandplan 2.3 Øresund" (PDF). Arkiveret fra originalen (PDF) 12. august 2018. Hentet 22. april 2019.
3. ↑  Om fredningen af Melby Overdrev på fredninger.dk
4. ↑  Om fredningerne  på fredninger.dk

- Kort over området på miljoegis.mim.dk
- Naturplanen Arkiveret 22. april 2019 hos  Wayback Machine
- Basisanalysen 2016-21 Arkiveret 22. april 2019 hos  Wayback Machine